# محمد محسن آل عصفور
محسن محمد العصفور (ولد 1952 م) عالم دين مسلم شيعي بحريني، درس في مدارس البحرين العصرية ثم التحق بعد إنهاء دراسته الثانوية بالدراسات الدينية بحث من عمه الشيخ علي محمد آل عصفور فدرس في كلية الفقه في مدينة النجف في العراق وفي الأثناء واصل دراسته في الحوزة فحصل على درجة البكالريوس ومن ثم الماجستير فوق الليسانس من جامعة فردوسي في الجمهورية الإسلامية الإيرانية في مدينة مشهد المقدسة، وهو خطيب حسيني معروف ومشهور في أرجاء البحرين وتتلمذ على يديه الكثير من العلماء الذي أصبح لهم دور بارز في الحياة. يشغل منصب المدير المساعد لـ المعهد الديني الجعفري ورئيس مجلس خطباء البحرين ومشارك في لجنة تأليف المناهج في المعهد الديني الجعفري.

## نشأته ودراسته
درس القرآن الكريم في الكتاب في المعامير والمحرق، ثم درس في مدرسة المعامير الابتدائية للبنين والمتوسطة في مدرسة النعيم الثانوية حاليا أول افتتاحها.
وتحصل على شهادة الثانوية العامة قسم الأدبي في مدرسة المنامة الثانوية سنة 1968 - 1969م.
التحق بـكلية الفقه في النجف وتخرج منها سنة 1973 - 1974م متحصلا على شهادة الاجازة الجامعية. درَّس سنة واحدة في التربية والتعليم في البحرين 1974-1975م
ثم التحق بالدراسات العليا الماجستير في كلية اللاهوت من جامعة فردوسي بمشهد حيث تعذر عليه الدراسة في طهران لصعوبة المواصلات..فاكتفى بالدراسة في مشهد حتى تخرج سنة 1977 - 1978م، ثم التحق لعدة سنوات في قم مدرسا ودارسا في حوزاتها ولمع اسمه آنذاك في الحوزة العلمية ودرس على يده الكثير فقها ومنطقا وفلسفة ونحوا وبلاغة..

## الخطابة الحسينية
ومن الجدير بالذكر ان الشيخ عصامي التكوين على مستوى الخطابة وارتقى المنبر خطيبا سنة 1977م، كما درس في البحرين والكويت، وذهب لأمريكا بطلب من الشيعة المقيمين هناك

## نشاطه الديني
بعودته إلى البحرين اشتغل بالخطابة. ولم يتوقف عن التدريس بالحوزات العلمية حيث درس في حوزات البحرين المختلفة:
حوزة الإمام زين العابدين في النعيم
حوزة الإمام الباقر في باربار
حوزة الإمام أمير المؤمنين الدينية، ثم انقطع عن التدريس عنها.
كما درس في منزله بالمعامير كلما عاد إلى البحرين حيث كان قبل الالتحاق بالحوزات وبعدها.

## في سلك العمل المؤسساتي
يُعتبر من مؤسسي مجلس خطباء المنبر الحسيني في البحرين، وانتُخب نائباً في دورته الأولى ورئيساً في دورته الثانية، ولا يزال كذلك حتى الآن. 

## مشاركته في المؤتمرات
ترأس مؤتمر (العلامة العصفور) الشيخ حسين آل عصفور، كما شارك في مؤتمرات لـ المجلس الإسلامي العلمائي.

## مؤلفاته وتحقيقاته
له رسالة في علم الكلام من تأليف الشيخ ميثم البحراني، وتحقيقه هو، وله رسالتان: الأولى أطروحة البكالوريوس والثانية أطروحة الماجستير

## ما قيل عنه
قال عنه عمه الشيخ علي آل عصفور في كتابه بعض فقهاء البحرين في الماضي والحاضر مع تراجم علماء آل عصفور
وهو في ترجمته: «ولا زال في جد ونشاط... إنه لنشيط طموح يقضي أوقاته فيما ينفعه في الدارين، كالتدريس وخدمة الحسين، فما وجدناه متخاذلا ولا للراحة الجسدية مائلاً فمرة تجده مشغولا بالقلم، وأخرى على المنابر ملعلاً»
قم قال: «هو من أفاضل علماء عصره، وقرة عين أبيه وعمه، وحبيب قلوب قومه، من اجتمع فيه لا يسأم حديثه، ولا يود مفارقته، هو خطيب العصر، ورب المنبر، فلأن كان ذلك فلا غرو ولا عجب فهو من أسرة العلماء وحفيد العلم والأدب».